# Вільчоґура (Серпецький повіт)
Вільчоґура (пол. Wilczogóra) — село в Польщі, у гміні Серпць Серпецького повіту Мазовецького воєводства.
Населення — 165 осіб (2011).
У 1975-1998 роках село належало до Плоцького воєводства.

## Демографія
Демографічна структура станом на 31 березня 2011 року:
|          | Загалом | Допрацездатний вік | Працездатний вік | Постпрацездатний вік |
| -------- | ------- | ------------------ | ---------------- | -------------------- |
| Чоловіки | 81      | 14                 | 59               | 8                    |
| Жінки    | 84      | 15                 | 49               | 20                   |
| Разом    | 165     | 29                 | 108              | 28                   |